# Headcat 13
Headcat 13 ist eine Rockabilly-Supergroup um den Sänger Danny B. Harvey. Bis zu seinem Tod 2015 war Lemmy Kilmister von Motörhead maßgeblich an der Gruppe beteiligt.

## Geschichte
1999 gründeten Slim Jim Phantom von The Stray Cats, Danny B. Harvey von den Lonesome Spurs und The Rockats und Lemmy Kilmister von Motörhead nach Aufnahmen für ein Elvis-Presley-Tributealbum die Gruppe als The Head Cat. Der Bandname ist eine Kombination aus den Bandnamen der Mitglieder, Motörhead, The Stray Cats und 13 Cats.
Im Jahr 2006 veröffentlichte die Band ihr erstes Studioalbum der Band, Fool’s Paradise, ein Re-Release des früheren Albums Lemmy, Slim Jim & Danny B. Das Album beinhaltete Coversongs von Künstlern wie Buddy Holly, Chuck Berry, Carl Perkins, Jimmy Reed, T-Bone Walker, Lloyd Price, Elvis Presley und Johnny Cash.
Auf den Aufnahmen spielte Kilmister akustische Gitarre, bei Live-Auftritten nutzte er oft auch seinen Rickenbacker-Bass mit der Begründung: „Ich bin einfach nicht so gut auf der Gitarre.“
Ein Jahr später wurde eine DVD mit einem Live-Auftritt im Phantom Cat Club auf dem Sunset Strip in Los Angeles aufgenommen, auf der Kilmister die Akustikgitarre spielte. Diese Aufnahme beinhaltete dreizehn aufgenommene Stücke sowie Live-Interviews mit der Band.
Das Album Walk the Walk...Talk the Talk, das am 21. Juni 2011 bei Niji Entertainment erschien, war die erste neue Veröffentlichung nach elf Jahren.
2017 gab die Band den ehemaligen Frontmann der Gruppen Morbid Angel und Genitorturers David Vincent als neuen Sänger und Nachfolger für den verstorbenen Lemmy Kilmister bekannt. Nach Phantoms Ausscheiden wurde der Bandname als Abgrenzung des Personalwechsels in Headcat 13 geändert.

## Diskografie
- 2000: Lemmy, Slim Jim & Danny B.
- 2006: Rockin’ The Cat Club
- 2008: Fool’s Paradise
- 2011: Walk the Walk...Talk the Talk
- 2020: Headcat 13
- 2022: Dreamcatcher: Live at Viejas Casino
- 2023: Live in Berlin